# Stow (Maine)
Stow es un pueblo ubicado en el condado de Oxford en el estado estadounidense de Maine. En el Censo de 2010 tenía una población de 385 habitantes y una densidad poblacional de 6,11 personas por km².

## Geografía
Stow se encuentra ubicado en las coordenadas 44°12′5″N 70°58′20″O / 44.20139, -70.97222. Según la Oficina del Censo de los Estados Unidos, Stow tiene una superficie total de 63.05 km², de la cual 62.71 km² corresponden a tierra firme y (0.53%) 0.34 km² es agua.

## Demografía
Según el censo de 2010, había 385 personas residiendo en Stow. La densidad de población era de 6,11 hab./km². De los 385 habitantes, Stow estaba compuesto por el 97.66% blancos, el 0.78% eran afroamericanos, el 0.26% eran amerindios, el 0% eran asiáticos, el 0% eran isleños del Pacífico, el 0% eran de otras razas y el 1.3% pertenecían a dos o más razas. Del total de la población el 0% eran hispanos o latinos de cualquier raza.